# Stefan Toshev
Stefan Toshev (Bulgaars: Стефан Тошев) (Stara Zagora - 18 december 1859 - Plovdiv - 27 november 1924), was een Bulgaarse generaal tijdens de Eerste Wereldoorlog. Hij diende als vrijwilliger in het Opalchentsikorps tijdens de Russisch-Turkse Oorlog (1877–1878) en werd later vertaler. Op 10 mei 1879 studeerde hij af aan de Militaire school in Sofia, waarna hij actief was in het politiekorps van Oost-Roemelië.
In de Servisch-Bulgaarse Oorlog in 1885 voerde Toshev de leiding over de 2de Compagnie van het 3de Vidinregiment. Hij vocht dapper in de Slag bij Tri Ushi en werd opgenomen in de Orde voor Dapperheid  (4de Klasse). Later was hij commandant van het 1ste Infanterieregiment, en in 1908 werd hij nogmaals gepromoveerd; deze keer tot bevelhebber van de 1ste Infanteriedivisie.
Tijdens de Eerste Balkanoorlog (1912-1913) was zijn divisie vooral actief in Thracië bij de Egeïsche Zee en nam deel aan de gevechten bij Gechkenli en Seliolu tijdens de Slag bij Kırklareli en de aanval op Tchataldja. Op 5 augustus 1913 werd hij tot luitenant-generaal gepromoveerd.
Tijdens de Tweede Balkanoorlog voerde hij het commando over het Bulgaars 5de Leger en sloeg met succes Servische aanvallen af. 
Gedurende de Bulgaarse deelname aan de Eerste Wereldoorlog leidde Toshev zijn 3de Leger naar de overwinning op de Roemenen en de Russen in Dobroedzja bij Dobritsj en Cobadin, maar na een ernstig conflict met de Duitse generaal August von Mackensen werd hij door generaal Stefan Nerezov vervangen. Hijzelf werd gouverneur van het in 1915 veroverde Macedonië, waar Bulgarije de controle over kreeg. Op 25 maart 1917 werd hij bevorderd tot Generaal der Infanterie - de hoogste militaire rang in het Bulgaarse leger. In 1918 beval hij enkele maanden nog het 4de Leger, en vanaf juni 1919 leidde hij een reserve-eenheid. 
Van 1923 tot zijn dood was hij voorzitter van de "Vereniging van reserve-officieren". In oktober 1923 werd hij evenals lid van de "Narodna Priznatelnost", een comité dat de slachtoffers van de Septemberopstand hielp.